# Liste der Verkehrsflughäfen in Südamerika
Diese Liste stellt eine Übersicht der wichtigsten Verkehrsflughäfen auf dem südamerikanischen Kontinent dar.

## Wichtige südamerikanische Verkehrsflughäfen

### Argentinien
| Name des Flughafens                                   | IATA-Code | ICAO-Code | Passagiere      | Zugeordnete Stadt                   |
| ----------------------------------------------------- | --------- | --------- | --------------- | ----------------------------------- |
| Flughafen Bariloche                                   | BRC       | SAZS      | 00,70 Mio. 2008 | Bariloche, Río Negro                |
| Aeropuerto Internacional Ministro Pistarini de Ezeiza | EZE       | SAEZ      | 00,79 Mio. 2010 | Buenos Aires                        |
| Aeroparque Jorge Newbery                              | AEP       | SABE      | 00,56 Mio. 2010 | Buenos Aires                        |
| Flughafen Comodoro Rivadavia                          | CRD       | SAVC      | 00,28 Mio. 2006 | Comodoro Rivadavia, Chubut          |
| Flughafen Córdoba                                     | COR       | SACO      | 00,39 Mio. 2010 | Córdoba                             |
| Flughafen Corrientes                                  | CNQ       | SARC      |                 | Corrientes                          |
| Flughafen El Calafate                                 | FTE       | SAWC      | 00,41 Mio. 2006 | El Calafate, Santa Cruz             |
| Flughafen Mar del Plata                               | MDQ       | SAZM      | 00,16 Mio. 2006 | Mar del Plata, Provinz Buenos Aires |
| Flughafen Mendoza                                     | MDZ       | SAME      | 00,78 Mio. 2008 | Mendoza                             |
| Flughafen Puerto Iguazú                               | IGR       | SARI      | 00,52 Mio. 2006 | Puerto Iguazú, Misiones             |
| Flughafen Resistencia                                 | RES       | SARE      | 00,10 Mio. 2006 | Resistencia, Chaco                  |
| Flughafen Río Gallegos                                | RGL       | SAWG      | 00,20 Mio. 2006 | Río Gallegos, Santa Cruz            |
| Flughafen Río Grande                                  | RGA       | SAWE      | 00,10 Mio. 2006 | Río Grande, Tierra del Fuego        |
| Flughafen Rosario                                     | COR       | SACO      |                 | Rosario, Santa Fe                   |
| Flughafen Salta                                       | SLA       | SASA      | 00,30 Mio. 2006 | Salta                               |
| Flughafen San Miguel de Tucumán                       | TUC       | SANT      | 00,27 Mio. 2006 | San Miguel de Tucumán, Tucumán      |
| Flughafen Ushuaia                                     | USH       | SAWH      | 00,51 Mio. 2006 | Ushuaia, Tierra del Fuego           |

### Bolivien
| Name des Flughafens               | IATA-Code | ICAO-Code | Passagiere      | Zugeordnete Stadt       |
| --------------------------------- | --------- | --------- | --------------- | ----------------------- |
| Flughafen Cochabamba              | CBB       | SLCB      | 00,64 Mio. 2008 | Cochabamba              |
| Aeropuerto Internacional El Alto  | LPB       | SLLP      | 00,95 Mio. 2008 | La Paz                  |
| Flughafen Santa Cruz de la Sierra | VVI       | SLVR      | 00,05 Mio. 2008 | Santa Cruz de la Sierra |

### Brasilien
| Name des Flughafens                           | IATA-Code | ICAO-Code | Passagiere      | Zugeordnete Stadt                |
| --------------------------------------------- | --------- | --------- | --------------- | -------------------------------- |
| Flughafen Amapá                               |           | SBAM      |                 | Amapá                            |
| Flughafen Aracaju                             | AJU       | SBAR      | 00,09 Mio. 2011 | Aracaju                          |
| Flughafen Belém                               | BEL       | SBBE      | 00,00 Mio. 2011 | Belém                            |
| Flughafen Belo Horizonte-Pampulha             | PLU       | SBBH      | 00,76 Mio. 2010 | Belo Horizonte                   |
| Tancredo Neves International Airport          | CNF       | SBCF      | 00,36 Mio. 2011 | Belo Horizonte                   |
| Flughafen Boa Vista                           | BVB       | SBBV      | 00,34 Mio. 2011 | Boa Vista                        |
| Flughafen Brasília                            | BSB       | SBBR      | 15,40 Mio. 2011 | Brasília                         |
| Flughafen Campinas                            | VCP       | SBKB      | 00,54 Mio. 2011 | Campinas                         |
| Flughafen Campo Grande                        | CGR       | SBCG      | 00,51 Mio. 2011 | Campo Grande                     |
| Flughafen Campos dos Goytacazes               | CAW       | SBCP      | 00,97 Mio. 2017 | Campos dos Goytacazes            |
| Flughafen Cuiabá                              | CGB       | SBCY      | 00,55 Mio. 2011 | Cuiabá                           |
| Flughafen Curitiba                            | CWB       | SBCT      | 00,70 Mio. 2011 | Curitiba                         |
| Flughafen Florianópolis                       | FLN       | SBFL      | 00,12 Mio. 2011 | Florianópolis                    |
| Flughafen Fortaleza                           | FOR       | SBFZ      | 00,65 Mio. 2011 | Fortaleza                        |
| Flughafen Foz do Iguaçu                       | IGU       | SBFI      | 00,70 Mio. 2011 | Foz do Iguaçu                    |
| Flughafen Goiânia                             | GYN       | SBGO      | 00,78 Mio. 2011 | Goiânia                          |
| Flughafen Ilhéus                              | IOS       | SBIL      | 00,51 Mio. 2011 | Ilhéus, Bahia                    |
| Flughafen Imperatriz                          | IMP       | SBIZ      | 00,24 Mio. 2011 | Imperatriz, Maranhão             |
| Flughafen João Pessoa                         | JPA       | SBJP      | 00,14 Mio. 2011 | João Pessoa                      |
| Flughafen Juazeiro do Norte                   | JDO       | SBJU      | 00,34 Mio. 2011 | Juazeiro do Norte, Ceará         |
| Flughafen Joinville                           | JOI       | SBJV      | 00,48 Mio. 2011 | Joinville, Santa Catarina        |
| Flughafen Londrina                            | LDB       | SBLO      | 00,96 Mio. 2011 | Londrina, Paraná                 |
| Flughafen Macapá                              | MCP       | SBMQ      | 00,56 Mio. 2011 | Macapá                           |
| Flughafen Macaé                               | MEA       | SBME      | 00,45 Mio. 2011 | Macaé                            |
| Flughafen Manaus                              | MAO       | SBEG      | 00,02 Mio. 2011 | Manaus                           |
| Flughafen Maceió                              | MCZ       | SBMO      | 00,54 Mio. 2011 | Maceió                           |
| Flughafen Marabá                              | MQH       | SBMC      | 00,32 Mio. 2011 | Marabá                           |
| Flughafen Natal                               | NAT       | SBSG      |                 | Natal                            |
| Flughafen Navegantes                          | NVT       | SBNF      | 00,16 Mio. 2011 | Navegantes, Santa Catarina       |
| Flughafen Palmas                              | PMW       | SBPJ      | 00,50 Mio. 2011 | Palmas, Tocantins                |
| Flughafen Petrolina                           | PNZ       | SBPL      | 00,37 Mio. 2011 | Petrolina, Pernambuco            |
| Flughafen Porto Alegre                        | POA       | SBPA      | 00,84 Mio. 2011 | Porto Alegre, Rio Grande do Sul  |
| Flughafen Porto Velho                         | PVH       | SBPV      | 00,98 Mio. 2011 | Porto Velho, Rondônia            |
| Flughafen Recife                              | REC       | SBRF      | 00,36 Mio. 2011 | Recife, Pernambuco               |
| Flughafen Ribeirão Preto                      | RAO       | SBRP      | 00,68 Mio. 2010 | Ribeirão Preto, São Paulo        |
| Flughafen Rio Branco                          | RBR       | SBRB      | 00,39 Mio. 2011 | Rio Branco, Acre                 |
| Flughafen Rio de Janeiro–Antônio Carlos Jobim | GIG       | SBGL      | 14,93 Mio. 2011 | Rio de Janeiro                   |
| Flugplatz Santarém                            | STM       | SBSN      | 00,46 Mio. 2011 | Santarém, Pará                   |
| Flughafen Rio de Janeiro–Santos Dumont        | SDU       | SBRJ      | 00,52 Mio. 2011 | Rio de Janeiro                   |
| Flughafen Salvador                            | SSA       | SBSV      | 00,31 Mio. 2011 | Salvador da Bahia, Bahia         |
| Flughafen São José do Rio Preto               | SJP       | SBSR      | 00,42 Mio. 2010 | São José do Rio Preto, São Paulo |
| Flughafen São Luís                            | SLZ       | SBSL      | 00,84 Mio. 2011 | São Luís, Maranhão               |
| Guarulhos International Airport               | GRU       | SBGR      | 29,96 Mio. 2011 | São Paulo                        |
| Flughafen Sao Paulo-Campo de Marte            | MAE       | SBMT      | 00,36 Mio. 2010 | São Paulo                        |
| Flughafen São Paulo–Congonhas                 | CGH       | SBSP      | 16,75 Mio. 2011 | São Paulo                        |
| Flughafen Teresina                            | THE       | SBTE      | 00,07 Mio. 2011 | Teresina, Piauí                  |
| Flughafen Uberaba                             | THE       | SBTE      | 00,13 Mio. 2011 | Uberaba, Minas Gerais            |
| Flughafen Uberlândia                          | UBA       | SBUR      | 00,91 Mio. 2011 | Uberlândia, Minas Gerais         |
| Flughafen Vitória                             | VIX       | SBVT      | 00,18 Mio. 2011 | Vitória, Espírito Santo          |

### Chile
| Name des Flughafens           | IATA-Code | ICAO-Code | Passagiere      | Zugeordnete Stadt     |
| ----------------------------- | --------- | --------- | --------------- | --------------------- |
| Flughafen Antofagasta         | ANF       | SCFA      | 00,33 Mio. 2011 | Antofagasta           |
| Flughafen Arica               | ARI       | SCAP      | 00,45 Mio. 2011 | Arica                 |
| Flughafen Balmaceda           | BBA       | SCBA      | 00,33 Mio. 2011 | Balmaceda             |
| Flughafen Calama              | CJC       | SCCF      | 00,73 Mio. 2011 | Calama                |
| Flughafen Concepción          | CCP       | SCIE      | 00,77 Mio. 2011 | Concepción            |
| Flughafen Desierto de Atacama | CPO       | SCAT      | 00,40 Mio. 2011 | Copiapó               |
| Flughafen Diego Aracena       | IQQ       | SCDA      | 00,06 Mio. 2011 | Iquique               |
| Flughafen La Florida          | LSC       | SCSE      | 00,51 Mio. 2011 | La Serena             |
| Flughafen Mataveri            | IPC       | SCIP      | 00,13 Mio. 2011 | Hanga Roa, Osterinsel |
| Flughafen Mocopulli           | MHC       | SCPQ      |                 | Castro                |
| Flughafen Osorno              | ZOS       | SCJO      | 00,11 Mio. 2011 | Osorno                |
| Flughafen Puerto Montt        | PMC       | SCTE      | 00,93 Mio. 2011 | Puerto Montt          |
| Flughafen Puerto Natales      | PNT       | SCNT      |                 | Puerto Natales        |
| Flughafen Punta Arenas        | PUQ       | SCCI      | 00,61 Mio. 2011 | Punta Arenas          |
| Flughafen Santiago de Chile   | SCL       | SCEL      | 23,23 Mio. 2018 | Santiago de Chile     |
| Flughafen Temuco              | ZCO       | SCTC      | 00,38 Mio. 2011 | Temuco                |
| Flughafen Valdivia            | ZAL       | SCVD      | 00,12 Mio. 2011 | Valdivia              |

### Ecuador
| Name des Flughafens                             | IATA-Code | ICAO-Code | Passagiere      | Zugeordnete Stadt |
| ----------------------------------------------- | --------- | --------- | --------------- | ----------------- |
| Flughafen Quito                                 | UIO       | SEQU      | 00,87 Mio. 2017 | Quito             |
| Aeropuerto Internacional José Joaquín de Olmedo | GYE       | SEGY      | 00,70 Mio. 2017 | Guayaquil         |
| Aeropuerto Mariscal Lamar                       | CUE       | SECU      | 00,50 Mio. 2007 | Cuenca            |

### Französisch-Guayana (Frankreich)
| Name des Flughafens | IATA-Code | ICAO-Code | Passagiere      | Zugeordnete Stadt |
| ------------------- | --------- | --------- | --------------- | ----------------- |
| Flughafen Cayenne   | CAY       | SOCA      | 00,33 Mio. 2021 | Cayenne           |

### Guyana
| Name des Flughafens                      | IATA-Code | ICAO-Code | Passagiere | Zugeordnete Stadt |
| ---------------------------------------- | --------- | --------- | ---------- | ----------------- |
| Cheddi Jagan International Airport       | GEO       | SYCJ      |            | Georgetown        |
| Eugene F. Correira International Airport | OGL       | -         |            | Georgetown        |

### Kolumbien
| Name des Flughafens                             | IATA-Code | ICAO-Code | Passagiere 2013 | Zugeordnete Stadt                      |
| ----------------------------------------------- | --------- | --------- | --------------- | -------------------------------------- |
| Aeropuerto Antonio Roldán Betancourt            | APO       | SKAP      | 00,24 Mio.      | Apartadó, Antioquia                    |
| Aeropuerto Santiago Pérez Quiroz                | AUC       | SKUC      | 00,11 Mio.      | Arauca, Arauca                         |
| Aeropuerto Internacional El Edén                | AXM       | SKAR      | 00,31 Mio.      | Armenia, Quindío                       |
| Aeropuerto Yariguíes                            | EJA       | SKEJ      | 00,21 Mio.      | Barrancabermeja, Santander             |
| Aeropuerto Internacional Ernesto Cortissoz      | BAQ       | SKBQ      | 00,19 Mio.      | Barranquilla, Atlántico                |
| Aeropuerto Internacional El Dorado              | BOG       | SKBO      | 45,80 Mio. 2024 | Bogotá                                 |
| Aeropuerto Internacional Palonegro              | BGA       | SKBG      | 00,53 Mio.      | Bucaramanga, Santander                 |
| Aeropuerto Internacional Alfonso Bonilla Aragón | CLO       | SKCL      | 00,39 Mio.      | Cali, Valle del Cauca                  |
| Aeropuerto Internacional Rafael Núñez           | CTG       | SKCG      | 00,34 Mio.      | Cartagena, Bolívar                     |
| Aeropuerto Internacional Camilo Daza            | CUC       | SKCC      | 00,87 Mio.      | Cúcuta, Norte de Santander             |
| Aeropuerto Perales                              | IBE       | SKIB      | 00,15 Mio.      | Ibagué, Tolima                         |
| Aeropuerto Internacional Alfredo Vásquez Cobo   | LET       | SKLT      | 00,18 Mio.      | Leticia, Amazonas                      |
| Aeropuerto La Nubia                             | MZL       | SKMZ      | 00,19 Mio.      | Manizales, Caldas                      |
| Aeropuerto Internacional José María Córdova     | MDE       | SKRG      | 00,56 Mio.      | Rionegro, Antioquia                    |
| Aeropuerto Enrique Olaya Herrera                | EOH       | SKMD      | 00,97 Mio.      | Medellín, Antioquia                    |
| Aeroporto Gustavo Artunduaga                    | FLA       | SKFL      | 00,97 Mio.      | Florencia, Caquetá                     |
| Aeropuerto Los Garzones                         | MTR       | SKMR      | 00,72 Mio.      | Montería, Córdoba                      |
| Aeropuerto Benito Salas                         | NVA       | SKNV      | 00,33 Mio.      | Neiva, Huila                           |
| Aeropuerto Antonio Nariño                       | PSO       | SKPS      | 00,23 Mio.      | Pasto, Nariño                          |
| Aeropuerto Internacional Matecaña               | PEI       | SKPE      | 00,19 Mio.      | Pereira, Risaralda                     |
| Aeropuerto Guillermo León Valencia              | PPN       | SKPP      | 00,09 Mio.      | Popayán, Cauca                         |
| Aeropuerto El Caraño                            | UIB       | SKUI      | 00,36 Mio.      | Quibdó, Chocó                          |
| Aeropuerto Almirante Padilla                    | RCH       | SKRH      | 00,11 Mio.      | Riohacha, La Guajira                   |
| Aeropuerto Internacional Gustavo Rojas Pinilla  | ADZ       | SKSP      | 00,39 Mio.      | San Andrés, San Andrés und Providencia |
| Aeropuerto Internacional Simón Bolívar          | SMR       | SKSM      | 00,26 Mio.      | Santa Marta, Magdalena                 |
| Aeropuerto Alfonso López Pumarejo               | VUP       | SKCP      | 00,32 Mio.      | Valledupar, Cesar                      |
| Aeropuerto Vanguardia                           | VVC       | SKCC      | 00,17 Mio.      | Villavicencio, Meta                    |
| Aeropuerto El Alcaraván                         | EYP       | SKYP      | 00,44 Mio.      | Yopal, Casanare                        |
| Aeropuerto Internacional El Edén                | AXM       | SKAR      | 00,43 Mio.      | La Tebaida, Quindío                    |

### Paraguay
| Name des Flughafens                                 | IATA-Code | ICAO-Code | Passagiere      | Zugeordnete Stadt     |
| --------------------------------------------------- | --------- | --------- | --------------- | --------------------- |
| Silvio Pettirossi International Airport             | ASU       | SGAS      | 00,88 Mio. 2022 | Asunción              |
| Aeropuerto Dr. Augusto Roberto Fuster Internacional | PJC       | SGPJ      |                 | Pedro Juan Caballero  |
| Aeropuerto Dr. Luis Maria Argana Internacional      | ESG       | SGME      |                 | Mariscal Estigarribia |
| Aeropuerto Internacional Guaraní                    | CDE       | SGES      | 00,01 Mio. 2022 | Ciudad del Este       |

### Peru
| Name des Flughafens                                            | IATA-Code | ICAO-Code | Passagiere      | Zugeordnete Stadt |
| -------------------------------------------------------------- | --------- | --------- | --------------- | ----------------- |
| Aeropuerto de Andahuaylas                                      | ANS       | SPHY      |                 | Andahuaylas       |
| Aeropuerto Rodriguez Ballon                                    | AQP       | SPQU      | 00,93 Mio. 2010 | Arequipa          |
| Capitan FAP Guillermo Concha Iberico                           | PIU       | SPUR      | 00,39 Mio. 2010 | Piura             |
| Aeropuerto Coronel FAP Alfredo Mendivil Duarte                 | AYP       | SPHO      |                 | Ayacucho          |
| Aeropuerto Mayor General FAP Armando Revoredo Iglesias         | CJA       | SPJR      | 00,18 Mio. 2010 | Cajamarca         |
| Aeropuerto Internacional Capitán FAP José A. Quiñones Gonzales | CIX       | SPHI      | 00,27 Mio. 2010 | Chiclayo          |
| Aeropuerto Velasco Astete                                      | CUZ       | SPZO      | 00,43 Mio. 2010 | Cuzco             |
| Aeropuerto Coronel Francisco Secada Vignetta Internacional     | IQT       | SPQT      | 00,64 Mio. 2010 | Iquitos           |
| Aeropuerto Internacional Inca Manco Cápac                      | JUL       | SPJL      | 00,21 Mio. 2010 | Juliaca           |
| Aeropuerto Francisco Carlé                                     | JAU       | SPJJ      |                 | Jauja             |
| Aeropuerto Capitán FAP David Abenzur Rengifo                   | PCL       | SPCL      | 00,29 Mio. 2010 | Pucallpa          |
| Jorge Chávez International Airport                             | LIM       | SPIM      | 10,13 Mio. 2010 | Lima              |
| Aeropuerto Maria Reiche Neuman                                 | NZC       | SPZA      |                 | Nazca             |
| Aeropuerto Internacional de Pisco                              | PIO       | SPSO      |                 | Pisco             |
| Flughafen Puerto Maldonado                                     | PEM       | SPTU      | 00,18 Mio. 2010 | Puerto Maldonado  |
| Flughafen Tacna                                                | TCQ       | SPTN      | 00,24 Mio. 2010 | Tacna             |
| Aeropuerto Internacional Capitán FAP Víctor Montes Arias       | TYL       | SPYL      |                 | Talara            |
| Aeropuerto Comandante FAP Guillermo del Castillo Paredes       | TPP       | SPST      | 00,29 Mio. 2010 | Tarapoto          |
| Aeropuerto Captain Carlos Martinez de Pinellos                 | TRU       | SPRU      | 00,29 Mio. 2010 | Trujillo          |
| Aeropuerto Capitán FAP Pedro Canga Rodríguez                   | TBP       | SPME      |                 | Tumbes            |

### Suriname
| Name des Flughafens            | IATA-Code | ICAO-Code | Passagiere      | Zugeordnete Stadt |
| ------------------------------ | --------- | --------- | --------------- | ----------------- |
| Zanderij International Airport | PBM       | SMJP      | 00,15 Mio. 2020 | Paramaribo        |

### Uruguay
| Name des Flughafens            | IATA-Code | ICAO-Code | Passagiere      | Zugeordnete Stadt |
| ------------------------------ | --------- | --------- | --------------- | ----------------- |
| Carrasco International Airport | MVD       | SUMU      | 00,00 Mio. 2010 | Montevideo        |
| Flughafen Punta del Este       | PDP       | SULS      | 00,16 Mio. 2010 | Punta del Este    |

### Venezuela
| Name des Flughafens                                         | IATA-Code | ICAO-Code | Passagiere      | Zugeordnete Stadt |
| ----------------------------------------------------------- | --------- | --------- | --------------- | ----------------- |
| Aeropuerto Internacional de Maiquetia Simón Bolívar         | CCS       | SVMI      | 00,80 Mio. 2008 | Caracas           |
| Flughafen Maracaibo                                         | MAR       | SVMC      | 00,45 Mio. 2008 | Maracaibo         |
| Aeropuerto del Caribe International General Santiago Mariño | PMV       | SVMG      | 00,20 Mio. 2008 | Porlamar          |